# Хамон Курадо

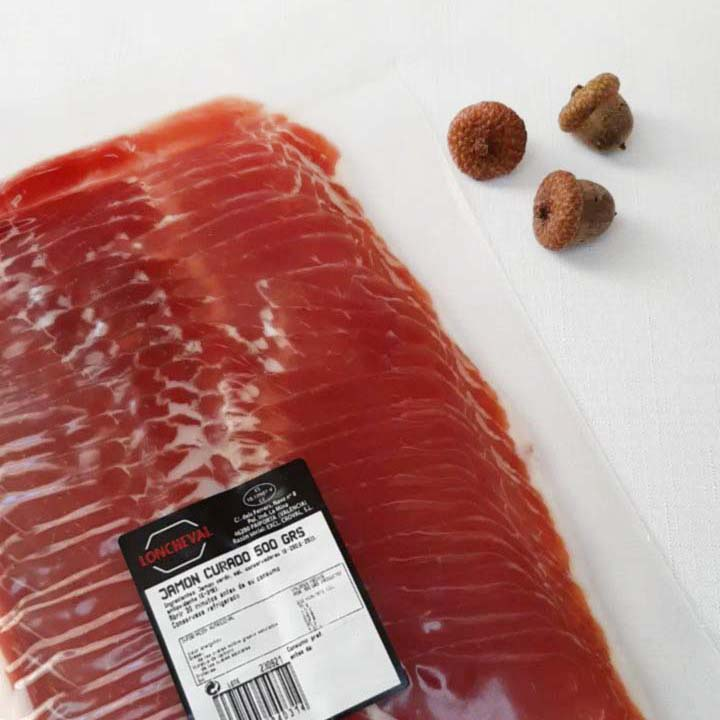

Хамон Курадо (ісп. curado — «в'ялений») — іспанський національний делікатес, який робиться з сиров'яленого стегна свині. Курадо має термін витримки 7 місяців і вважається різновидом хамону Серрано.
Хамон Курадо виготовляється з білої породи свиней.

## Який хамон ще є, крім курадо
Хамоном називають делікатес, який готують із задньої ноги свині. А не менш поширений делікатес «палета» виготовляють з передньої ноги.
Крім хамону Курадо, до Серрано відносяться ще Ресерва (витримка 9 місяців) і Бодега (витримка 12 місяців).
Хамон Серрано перекладається з іспанської мови як «гірський хамон» і є одним з двох основних видів іспанського делікатесу. 
Другий вид — це Іберіко. Він дорожчий і має іншу назву pata negranbsp;— «чорна нога».

## Користь хамону

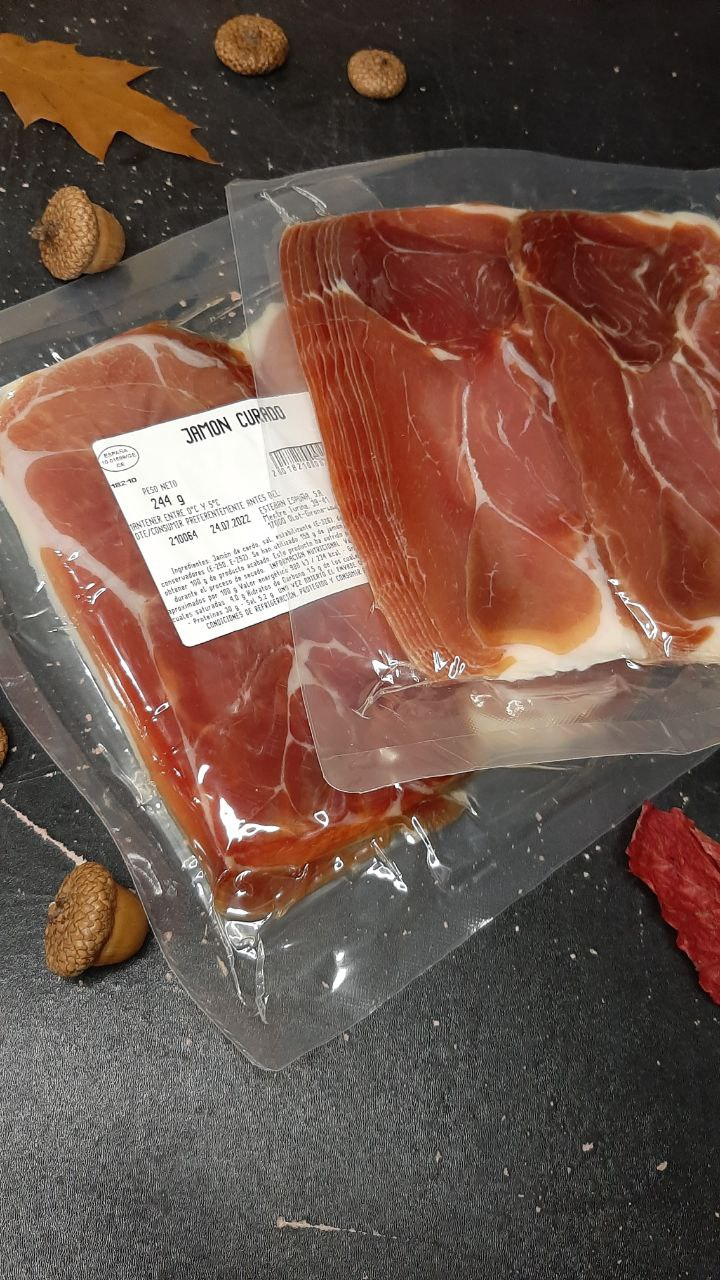
Курадо нарізаний дуже тонкими скибочками і упакований в вакуум

Вживання хамону поліпшує серцево-судинну систему. В продукті міститься олеїнова кислота, що належить до групи омега-9 ненасичених жирних кислот. Вона допомагає боротися із захворюваннями серцево-судинної системи та знижує ризик їх набуття.
Особливістю іспанського є те, що жир і протеїни засвоюються повільно, тому лікарями та дієтологами він вважається, як дієтичний продукт. Страва збагачена вітамінами А та Е, які мають багато корисних властивостей. Наприклад, приводять в норму холестерин в хімічному складі крові, усуваючи його надлишки з плазми. А ще уповільнюють процес атеросклерозу і здійснюють позитивний вплив на стан шкіри.
Олеїнова кислота добре впливає на рівень холестерину в крові. Це робиться через збільшення кількості корисного холестерину (ЛПВП) та зниженням поганого (ЛПНП).
Хамон містить 30 грам білка на 100 грам м'яса. Такий високий вміст білка є корисним для щільності кістної тканини і м'язової сили. І цим він корисний для спортсменів. Зокрема це важливо для бодібілдерів і тих, хто займається фітнесом. Хамон збагачений білками високої біологічної цінності, які містять всі незамінні амінокислоти. Їх вимагає, але сам не продукує наш організм.
Спеціаліст із загальної хірургії та шлунково-кишечного тракту доктор Марія Хеа Бругада (Мадрид) так каже про хамон:
«Далеко не всі люди знають переваги цієї перлини іспанської гастрономії, яка, як правило, оцінюється виключно завдяки чудовому смаку». Марія Хеа Бругада переконана, що для уникнення і відтермінування появи деяких хвороб, необхідно включати в свою дієту хамон.
«Помірне і регулярне споживання хамону може запобігти і/або відкласти появу остеопорозу через його високий вміст білка, вітамінів і мінеральних речовин», — пише вона.

## Історія хамону
Першою згадкою страви зі свиної ноги, дуже схожу на хамон можна вважати стародавню римську «пам'ятку фермера». Вона датується ІІ століттям до нашої ери. Тобто вік хамону налічує понад 2200 років.
Рецепт містить детальний перелік всіх етапів приготування делікатесу. Починаючи від забою тварини і далі обробка, додавання морської солі, довготривале зберігання і неперевершений смак приготовленого м'яса.
Простота приготування хамону дозволила зробити хамон популярним серед стародавніх римлян. І в мирні часи і під час військових походів. Вояки Древнього Риму брали м'ясо з собою в дорогу, що було зручним харчем і джерелом потрібного білку.
Цікавий факт, що завдяки хамону була відкрита Америка. Відомий мореплавець Христофор Колумб взяв поживний і невибагливий у зберіганні іспанський делікатес в експедицію в 1492 році. Мореплавці підкріплялася хамоном в тривалому і небезпечному плаванні, доки не побачили берег Нового Світу.

## Галерея

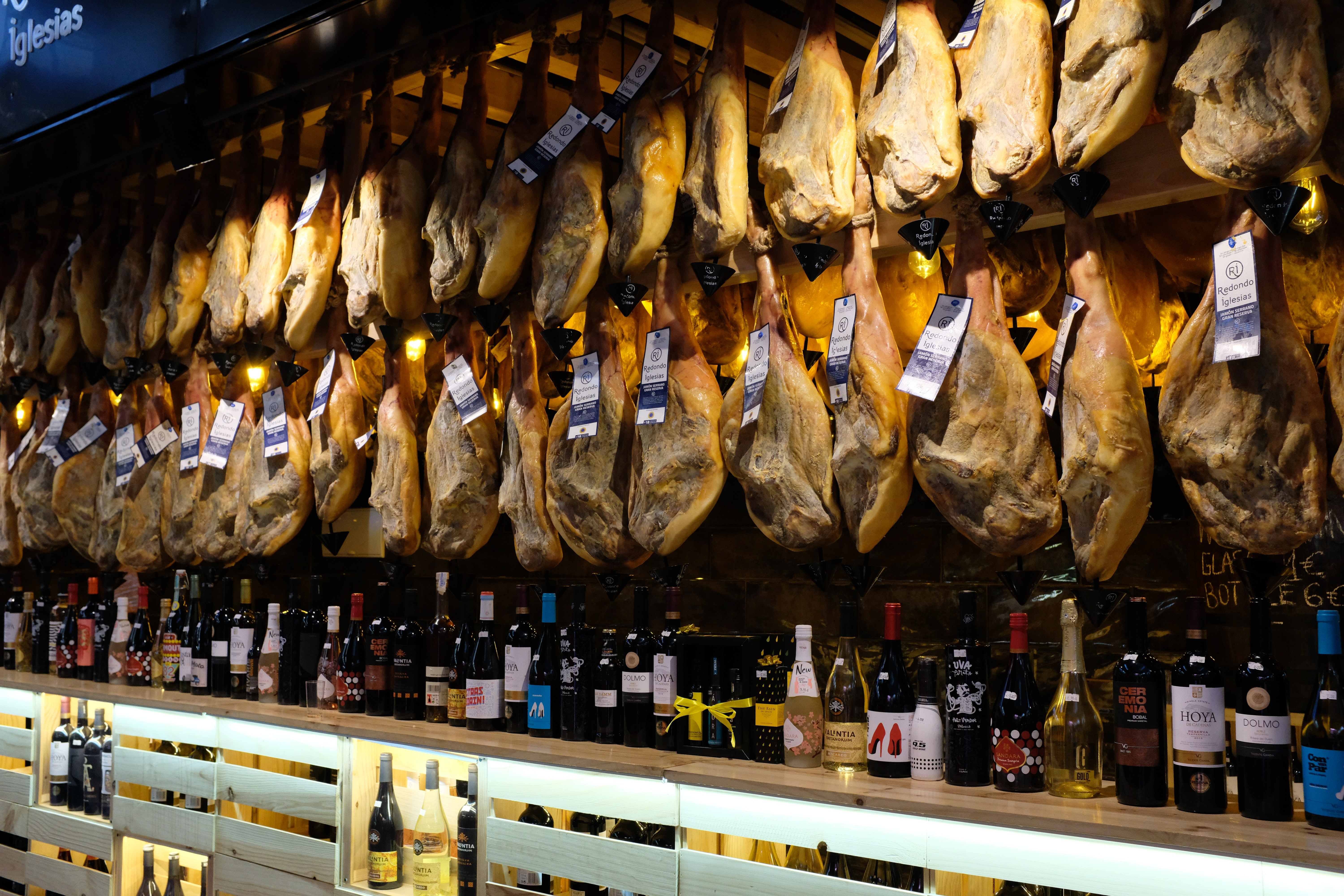
Стегна хамону в Барселоні
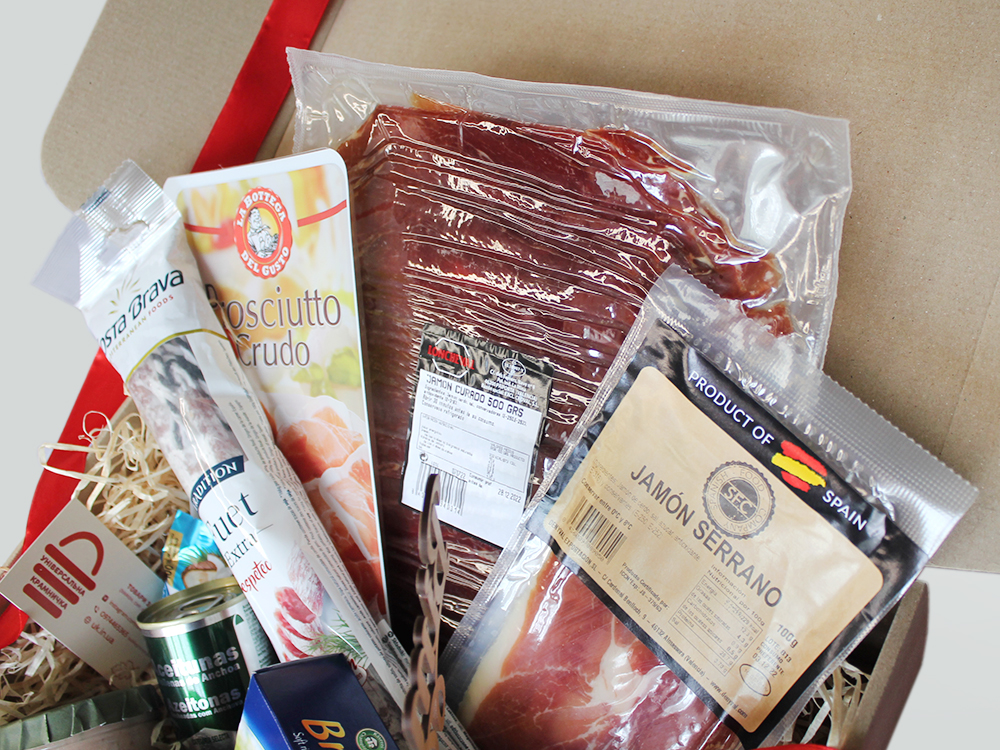
Хамон-Бокс з хамоном Курадо та іншими делікатесами
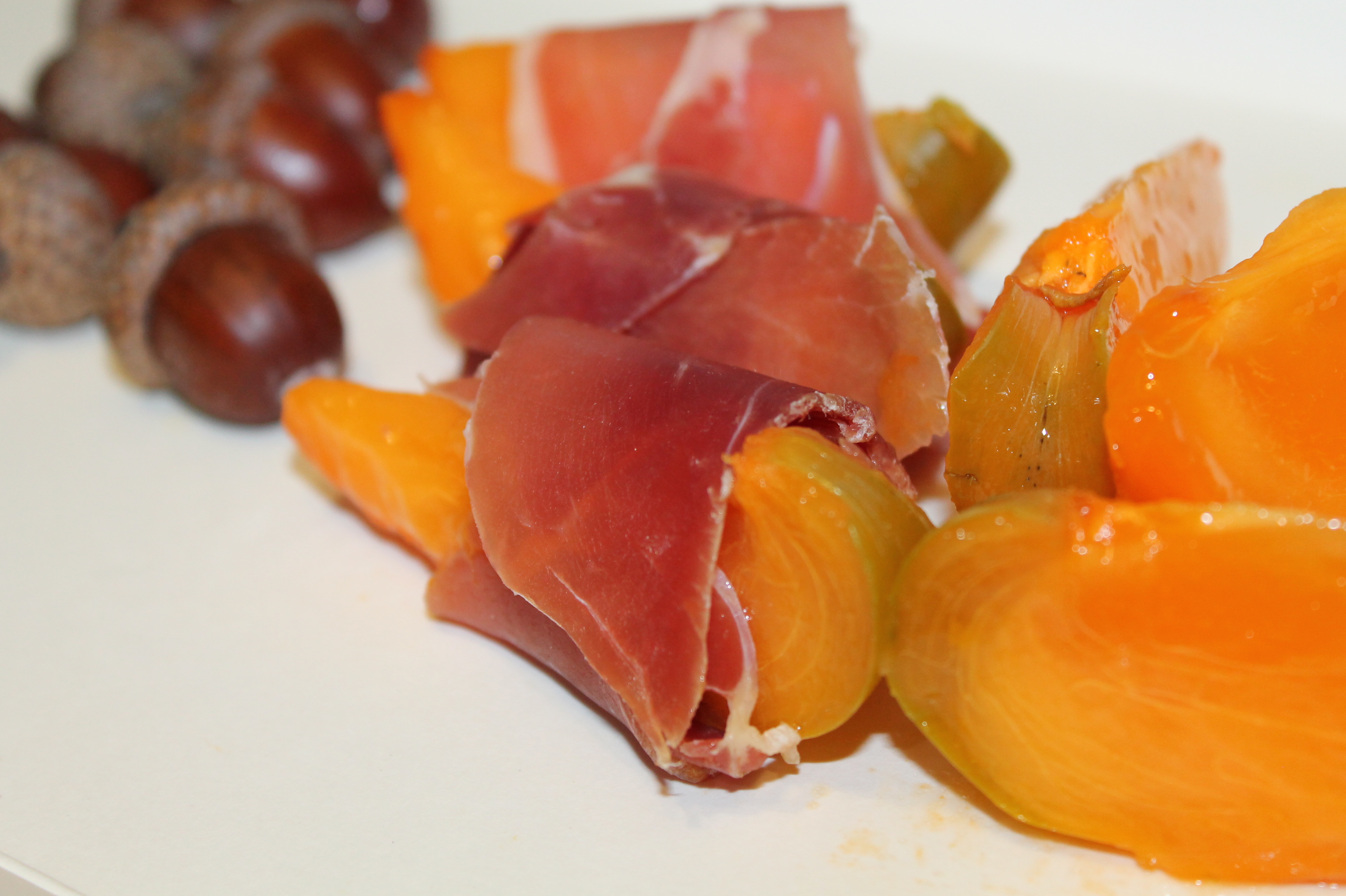
Хамон Курадо з хурмою — особливе задоволення
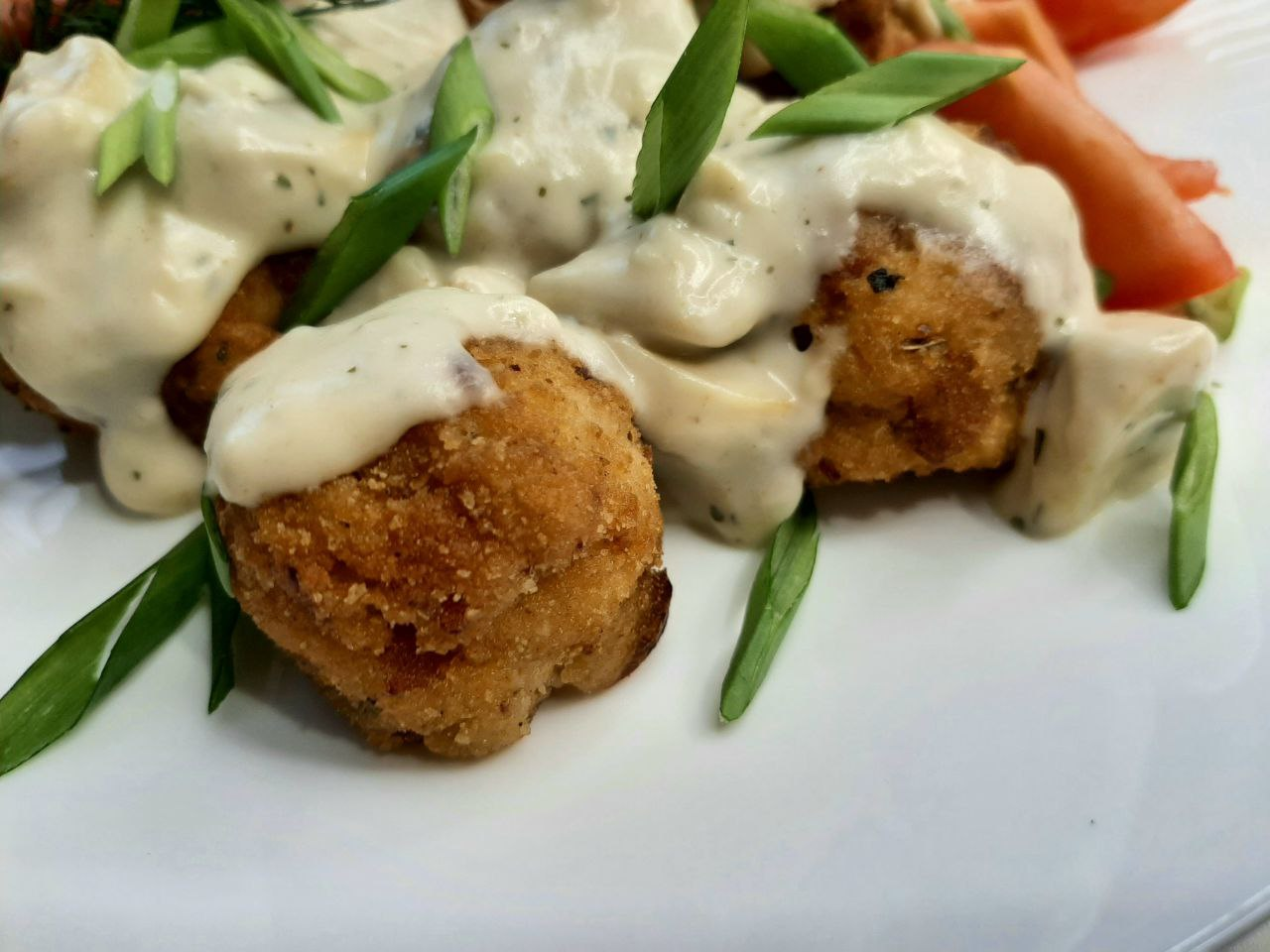
Крокети з хамону (іспанська національна страва)
Нарізка хамону на дошці разом з іншими делікатесами — сиром з цвіллю, оливками, горіхами
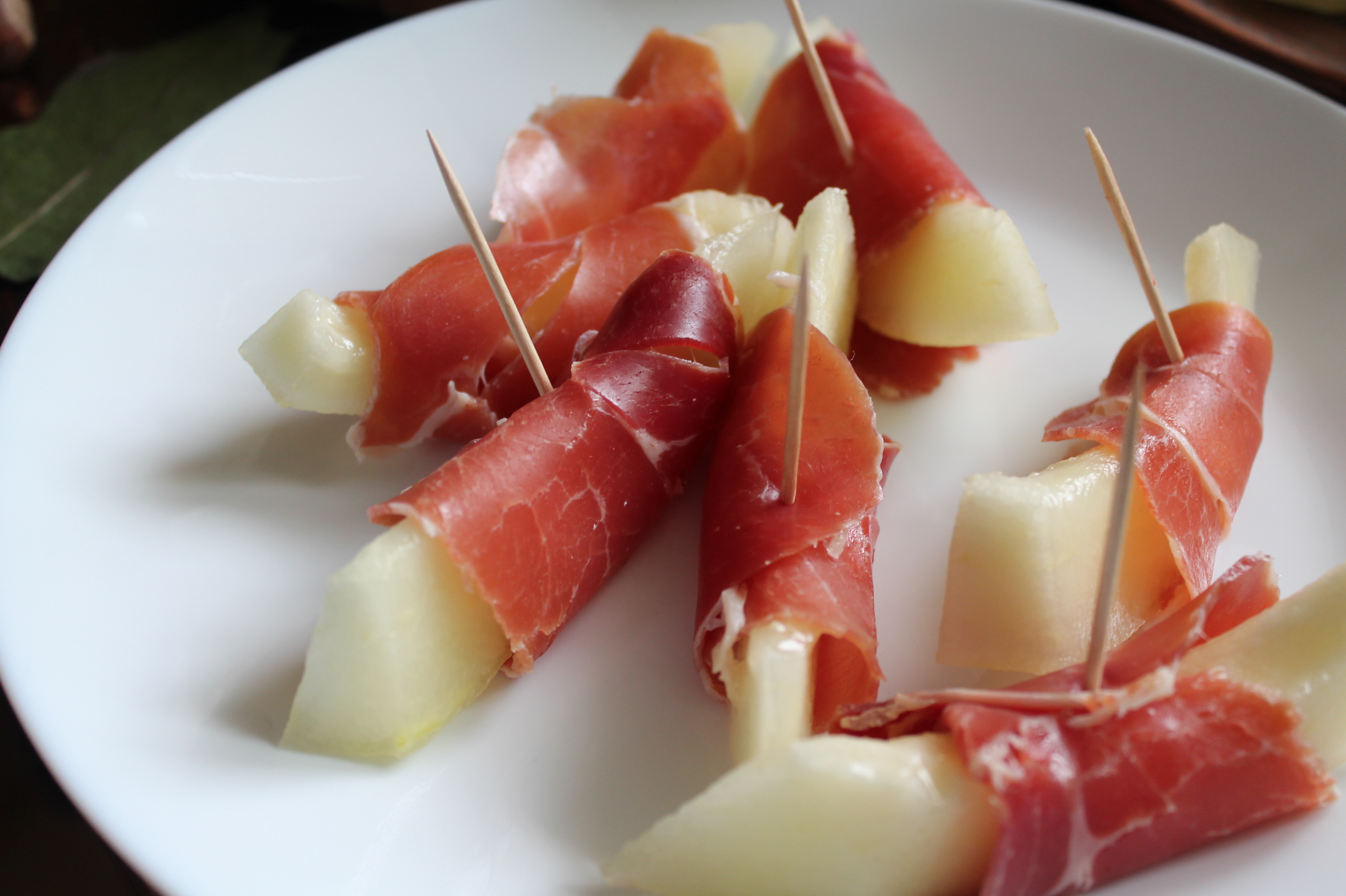
Хамон їдять з динею. Це особливий смак
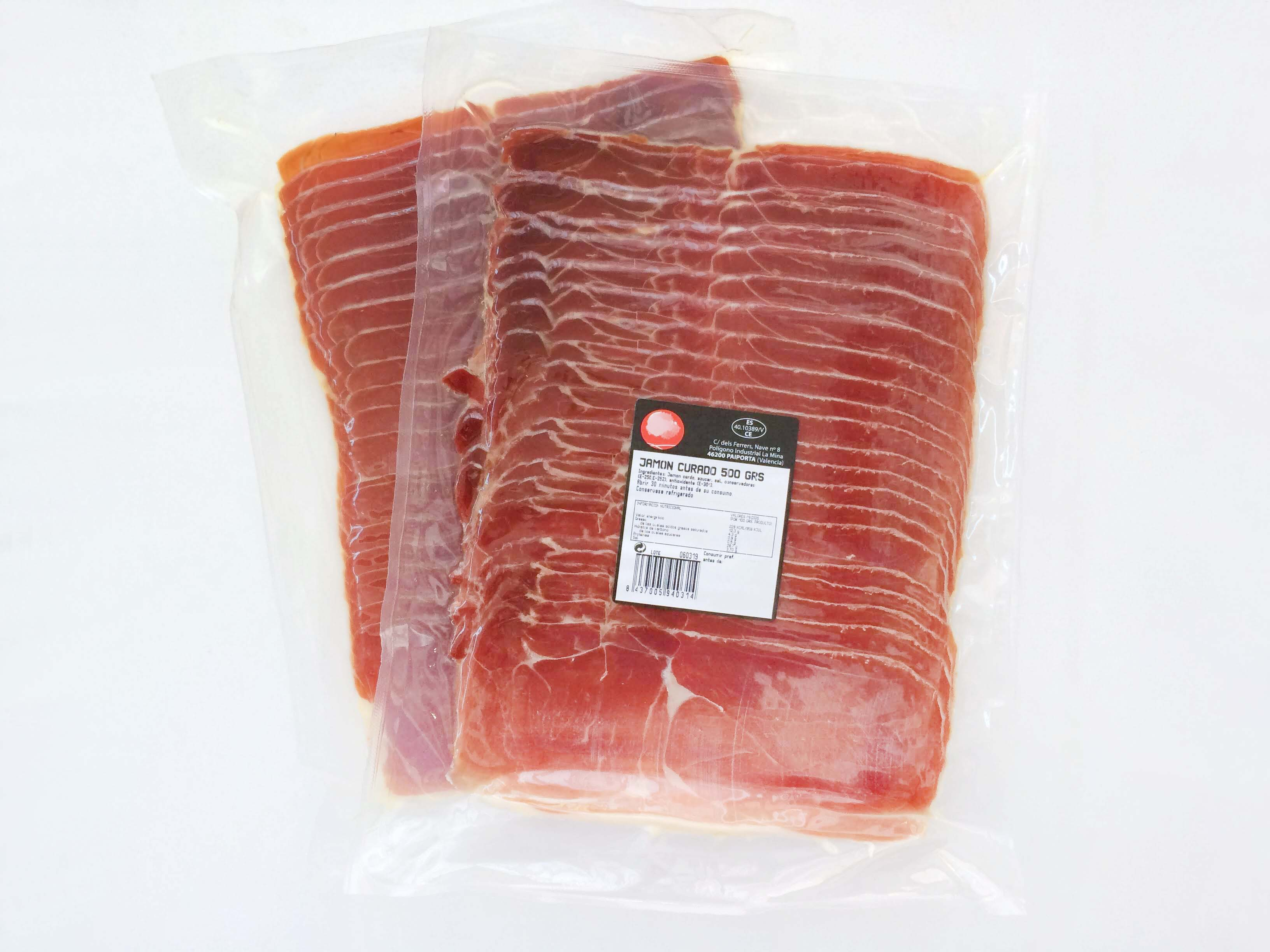
Нарізаний хамон в упаковці